# فرودگاه لا ونگوردیا
فرودگاه لا ونگوردیا (به انگلیسی: La Vanguardia Airport) (به زبان بومی: Aeropuerto Vanguardia) یک فرودگاه همگانی با کد یاتا VVC است که یک باند فرود آسفالت دارد و طول باند آن ۱۷۱۲ متر است. این فرودگاه در کشور کلمبیا قرار دارد و در ارتفاع ۴۲۵ متری از سطح دریا واقع شده است.